# Contea di Huron (Canada)
La contea di Huron è una contea dell'Ontario, Canada di 59 325 abitanti, che ha come capoluogo Goderich.

## Suddivisioni

### Municipalità
- Township di Ashfield-Colborne-Wawanosh
- Municipalità di Bluewater
- Municipalità di Central Huron
- Town di Goderich
- Township di Howick
- Municipalità di Huron East
- Municipalità di Morris-Turnberry
- Township di North Huron
- Municipalità di South Huron

I confini municipali sono effettivi dal 2001, dopo diversi accorpamenti disposti dal governo provinciale.

### Comunità
- Amberley (confine con Contea di Bruce (Ontario))
- Auburn
- Bayfield
- Belgrave
- Belmore (confine con Contea di Bruce (Ontario))
- Benmiller
- Bluevale
- Blyth
- Brucefield
- Brussels
- Carlow
- Centralia (confine con Contea di Middlesex (Ontario))
- Clinton
- Corbett (confine con Contea di Middlesex (Ontario))
- Crediton
- Dashwood
- Dungannon
- Egmondville
- Ethel
- Exeter
- Goderich
- Gorrie
- Harpurhey
- Hensall
- Holmesville
- Huron Park
- Kinburn
- Kingsbridge
- Kintail
- Kippen
- Kirkton (confine con Contea di Perth (Ontario))
- Lakelet
- Leadbury
- Londesborough
- Molesworth (confine con Contea di Perth (Ontario))
- Mount Carmel (confine con Contea di Middlesex (Ontario))
- Nile
- Port Albert
- St Columban (confine con Contea di Perth (Ontario))
- St Joseph
- Saltford
- Seaforth
- Shipka
- Vanastra
- Varna
- Walton
- Whitechurch (confine con Contea di Bruce (Ontario))
- Wingham
- Winthrop
- Whalen Corners (confine con Contea di Perth (Ontario) e Contea di Middlesex County (Ontario))
- Woodham (confine con Contea di Perth (Ontario))
- Wroxeter
- Zurich